# Триандафиллов, Владимир Кириакович
Влади́мир Кириа́кович Триандафи́ллов (14 марта 1894 — 12 июля 1931) — советский военный теоретик. В своих работах заложил основы теории глубокой операции, осветил роль предвоенного периода и начального периода боевых действий для успешного хода войны в целом. Многие военные историки считают Триандафиллова «отцом советского оперативного искусства».

## Биография
Родился 14 марта 1894 года в селе Магараджих бывшей Карсской области (Западная Армения, ныне Турция), грек по национальности.
В 1914 году, по окончании Закавказской учительской семинарии, призван в армию и в феврале 1915 года направлен рядовым на Юго-Западный фронт. С фронта он вскоре был послан в Московскую школу прапорщиков, которую окончил 8 ноября 1915 года. По окончании школы прапорщиков Триандафиллов был снова направлен на Юго-Западный фронт, где участвовал в боях. Служил в 6-м Финляндском стрелковом полку под командованием будущего военного теоретика А. А. Свечина.
К началу революционных событий 1917 года Триандафиллов в чине штабс-капитана командовал батальоном 6-го Финляндского стрелкового полка.
После революции солдатами избран сначала командиром полка, а затем командующим 7-й армией. Как сказано в официальной советской биографии Триандафиллова: «За свою революционную деятельность т. Триандафиллов был объявлен правительством Керенского, а позднее на Украине — правительством Петлюры, вне закона».
1 июня 1918 года вступил в Красную армию. 1 августа 1918 года он был назначен командиром роты, вновь созданного Саратовского военно-инструкторского училища,а 20 июня 1919 года — командиром батальона. Принимал участие в боях на уральском фронте против Дутова и на южном и юго-западном фронтах против Деникина и Врангеля. В бою с казаками 31 мая 1919 года под селом Дёгтевым Донской области был ранен в руку, но, несмотря на ранение, остался в строю.
В мае 1919 года вступил в РКП(б).
17 сентября 1919 года он был командирован на учёбу в Военную академию РККА, которую блестяще окончил 3 августа 1923 года. Учёбу в академии совмещал с участием в боях на фронтах Гражданской войны, занимал должность командира бригады сначала в 27-й стрелковой дивизии, а затем в 41-й стрелковой дивизии. Участвовал в боях под Перекопом и в борьбе с белыми в 1921 году в Поволжье.
По окончании Военной академии выдвинут М. В. Фрунзе на работу в Штаб РККА, где получил 15 апреля 1924 года назначение на должность начальника Первого (то есть оперативного) отдела, а затем и начальника Оперативного управления Штаба РККА. С 1928 года В. К. Триандафиллов — заместитель начальника Штаба РККА. Прошёл обучение в военно-учебных заведениях рейхсвера в Германии в конце 1920-х годов.
С 19 ноября 1929 по 15 октября 1930 года был командиром и военным комиссаром 2-го стрелкового корпуса, а с 15 октября 1930 года по день гибели — снова заместителем начальника Штаба РККА.
Погиб при исполнении служебных обязанностей 12 июля 1931 года в 6 ч. 30 м в авиакатастрофе в районе платформы Алабино Западной железной дороги.
Был кремирован, урна с прахом помещена в Кремлёвскую стену на Красной площади в Москве 12 ноября 1931 года.

## Награды
- Орден Красного Знамени — за боевые заслуги в Гражданской войне.

## Память
- Постановлением Центрального Совета «Автодора» было решено присвоить имена Триандафиллова и Калиновского двум танкеткам, строящимся на средства общества, а именами остальных погибших назвать 6 «боевых шестиколёсных машин»[6].
- Его именем названа одна из улиц Владикавказа.

## Труды
- Триандафиллов В. К. Размах операций современных армий. — М., 1926.
- Триандафиллов В. К. [militera.lib.ru/science/triandafillov1/index.html Характер операций современных армий]. — 3-е изд. — М.: Госвоениздат, 1936.
- Триандафиллов В. К. Взаимодействие между Западным и Юго-Западным фронтами во время летнего наступления Красной армии на Вислу в 1920 г. // Война и революция. — 1925. — № 2 (Март—апрель).

## Воспоминания
Всесторонне подготовленный оператор-генштабист, высококлассный методист подготовки командных кадров и штабов, Владимир Кириакович успешно сочетал работу над исследованием и обобщением таких проблем, как характер и масштаб современной войны в целом или структура и вооружение Красной Армии, с вопросами, имевшими непосредственное отношение к обучению и повседневному воспитанию бойцов, к изучению их жизни и быта. Трудно представить себе человека, который более, чем он, любил свою профессию. В военном деле его интересовало буквально всё. В. К. Триандафиллов неизменно был полон бодрости, энергии, творческого энтузиазма. И этот духовный подъём, уверенность в успехе труда заражали подчинённых, все те воинские коллективы, которыми он командовал.
— Дважды Герой Советского Союза Маршал Советского Союза Василевский А. М. Дело всей жизни. — 2-е изд., доп. — М.: Политиздат, 1975. — С. 75.